# Edward Lee, I conte di Lichfield
Edward Lee, I conte di Lichfield (4 febbraio 1663 – 14 luglio 1716), è stato un nobile e politico britannico.
Strenuo esponente del partito Tory, seguì Giacomo II a Rochester, nel Kent, dopo la fuga di questi da Whitehall nel dicembre del 1688.

## Biografia
Lee era figlio di sir Francis Lee, IV baronetto di Quarendon e di sua moglie, lady Elizabeth Pope, figlia di Thomas Pope, II conte di Downe, che sarà poi terza moglie di Robert Bertie, III conte di Lindsey. Un suo antenato, Henry Lee, era stato cugino ed erede di Henry Lee di Ditchley. Il fratellastro di suo padre era il poeta e libertino John Wilmot, II conte di Rochester.
Lee venne creato conte di Lichfield nel 1674 all'età di 10 anni, come risultato del suo fidanzamento ufficiale con la figlia di re Carlo II d'Inghilterra. Lady Charlotte Fitzroy era la quarta di sei figli nati dall'amante del re, Barbara Palmer, I duchessa di Cleveland. Di natura dolce e attraente nell'aspetto, Charlotte era adorata da suo padre il re come figlia prediletta. Il matrimonio si svolse l'anno successivo, a contratto. Tre anni più tardi, dopo aver raggiunto la pubertà, i due coniugi si sposarono ufficialmente il 6 febbraio 1677.
Dal 1687 al 1689, lord Lichfield prestò servizio come lord luogotenente dell'Oxfordshire.
Morì due anni prima della moglie, a 53 anni di età.

## Matrimonio e figli
Lady e lord Lichfield ebbero undici figli, ma alcuni storici ritengono forse anche di più ma di molti non ci è giunta traccia storica a causa della loro morte in tenera età.
- Carlo, morto infante
- Edoardo, morto celibe
- James, sposò Sarah, figlia di John Bagshaw, e morì nel 1711.
- Carlo, morto celibe
- George-Henry, successore al titolo paterno
- Fitzroy Henry, morto senza eredi nel 1750
- Robert, succedette al nipote
- Charlotte, sposò in prime nozze Benedict Calvert, IV barone Baltimore, ed in seconde nozze Christopher Crow, console a Livorno.
- Anne.
- Barbara, sposò in prime nozze il colonnello Lee, in seconde nozze sir George Browne, baronetto
- Elizabeth, sposò in prime nozze Francis Lee, e in seconde nozze Edward Young.